# London Prize Ring Rules
The London Prize Ring Rules var regler for afvikling af boksekampe, der blev udarbejdet af den engelske mesterbokser Jack Broughton i 1743. De centrale elementer i reglerne var, at man ikke måtte slå på en mand, der var nede, og at en bokser fik 30 sekunder til at komme sig efter at have været nede.
Før Jack Broughtons regelsæt havde boksekampe ikke haft et generelt anerkendt sæt regler for afviklingen. Reglerne blev fastsat før hver kamp i det omfang, der overhovedet var regler for kampen. 
Broughton havde som sin forgænger James Figg oprettet sit eget bokseakademi i London, og reglerne var oprindeligt alene gældende dér, men vandt hurtigt udbredelse til resten af England og derfra til resten af verden. Reglerne var enkle og havde til formål at beskytte bokserne mod unødig overlast. De var muligvis inspireret af, at en af Broughtons modstandere døde i 1741 efter skader pådraget under kampen. 
Reglerne var:
1. Der tegnes et kvadrat på en yard i midten af kamppladsen. Begge boksere skal stille ved kvadratets kant mod hinanden ved kampens start og efter at have været nede. Til begge er korrekt placeret ved kanten, er det ikke tilladt at slå på modstanderen.
2. Hvis en bokser, eventuelt ved hjælp af sin sekundant, ikke kan stille ved kvadratets kant senest 30 sekunder efter at have været nede, anses bokseren at have tabt.
3. I kamppladsen må alene være bokserne og sekundanterne.
4. En bokser anses ikke at have tabt, med mindre bokseren ikke er i stand til at komme til kvadratets kant inden for den givne tid, eller såfremt hans sekundant erklærer ham for taber. Det er ikke tilladt for sekundanten at stille spørgsmål til sin boksers modstander, eller at opfordre modstanderen til at give op.
5. I pengekampe skal vinderen have to tredjedele af pengene og taberen en tredjedel; pengene deles på kamppladsen, uanset hvad parterne måtte have aftalt.
6. For at undgå tvist, skal der blandt de tilstedeværende gentlemen vælges to opmænd, der med bindende virkning skal træffe afgørelse i spørgsmål, der måtte opstå under kampen. Hvis de to opmænd ikke er enige, skal de udpege en tredje, der afgør spørgsmålet.
7. Ingen må slå sin modstander, når denne er nede, eller hive ham i håret eller bukserne, eller nogen del af underkroppen. En mand, der er på knæene, anses som værende nede.

Selv om de ganske kortfattede regler stadig gav masser af mulighed for aktiviteter, der ikke ville kunne tolereres i moderne boksning, og selv om kampene fortsat kunne være særdeles brutale, betød reglen om 30 sekunders pause en stor lettelse for deltagerne i kampene, idet de nu kunne ”lægge sig” og på den måde få en pause i de lange og opslidende matcher. De 30 sekunders pause medførte, at kampene nu blev opdelt i omgange, hvis længde afhang af, hvornår en bokser var nede. 
I 1838 blev reglerne udbygget væsentligt. De vigtigste ændringer var følgende:
•	Det oprindelige kvadrat på ændret til et mærke (”scratch”)
•	Efter afslutningen af de 30 sekunder, der adskilte en omgang, skulle hver bokser selv uden hjælp kunne gå til kamppladsens midte (”back to scratch”). Det var således ikke længere muligt for sekundanterne at bære eller på anden måde hjælpe bokserne til næste omgang. 
•	Det var ikke længere tilladt at have pigge i skoene.
•	En bokser der gik ned uden at være ramt, blev anset for taber af kampen.
•	Det blev forbudt at nikke skaller, bide, rive, sparke og mase fingre i øjet på en modstander. Det blev ligeledes forbudt at bruge sten i hænderne.
Reglerne blev opdateret igen i 1853, hvor det blandt andet blev slået fast, at kamppladsen bestod af en 24 fod kvadratisk ”ring” med tove, og at slag under bæltestedet ikke var tilladt. 
Den sidste bokser, der vandt et verdensmesterskab under London Prize Rules var John L. Sullivan, der generelt anses som den første verdensmester i sværvægt, da han besejrede Paddy Ryan i 1882. Den sidste kamp om et verdensmesterskab under London Prize Rules involverede ligeledes Sullivan, da han i 1889 besejrede Jake Kilrain. 
The London Prize Rules blev afløst af Queensberry Reglementet, der blandt andet indførte boksehandsker.

## Eksterne links
- Broughtons oprindelige regler Arkiveret 5. juni 2011 hos  Wayback Machine (engelsk)
- 1838 Reglerne (engelsk)